# Винагре, Рубен
Ру́бен Гонса́лу да Си́лва Насиме́нту Вина́гре (порт. Rúben Gonçalo da Silva Nascimento Vinagre; 9 апреля 1999 года, Шарнека-де-Капарика, Португалия) — португальский футболист, левый защитник клуба «Легия».

## Клубная карьера
Является воспитанником лиссабонского «Спортинга». Летом 2015 года перешёл в академию футбольного клуба «Монако», с которым через год подписал профессиональный контракт.
В августе 2016 года для получения игровой практики на правах аренды должен был перейти в клуб «Академика» из Коимбры, однако ФИФА, чьё одобрение требовалось поскольку игроку не исполнилось 18 лет, отказалась регистрировать сделку, и после неудачной апелляции Винагре вернулся в «Монако».
В июне 2017 года подписал новый контракт с «Монако» на 5 лет, после чего на правах аренды перешёл в английский клуб «Вулверхэмптон Уондерерс». 8 августа 2017 года состоялся дебют португальца в профессиональном футболе: Винагре вышел в стартовом составе «волков» на матч против клуба «Йовил Таун» и провёл на поле все 90 минут. 30 сентября 2017 года забил первый гол в профессиональной карьере. Это случилось в матче «Вулверхэмптона» против клуба «Бертон Альбион», который завершился со счётом 4:0 в пользу «волков». По итогам сезона клуб Вингаре стал победителем Чемпионшипа и получил право в следующем году выступить в АПЛ. Сам игрок принял участие в 13 матчах «Вулверхэмптона» во всех турнирах.
30 июня 2018 года «Вулверхэмптон» официально объявил о подписании Вингаре на постоянной основе. Сумма сделки официально не разглашалась, а сам футболист подписал контракт с английским клубом сроком на 5 лет. Последующее подписание «волками» Хонатана Кастро означало, что Винагре чаще будет использоваться в качестве запасного, однако в сезоне 2018/19 португалец тем не менее принял участие в 17 матчах команды в Премьер-лиге.
25 июля 2019 года состоялся дебют Винагре в еврокубковых турнирах. Это случилось в победном для «Вулверхэмптона» матче против «Крусейдерс» в Лиге Европы (2:0), причём Винагре сумел отметиться забитым голом. Всего в сезоне 2019/20 сыграл в 32 матчах «Вулверхэмптона», включая 13 игр Лиги Европы.
5 октября 2020 года на правах аренды перешёл в греческий «Олимпиакос», однако карьера в Греции, во многом из-за травм, для Винагре сложилась неудачно: он не смог завоевать место в стартовом составе команды и вскоре так же на правах аренды отправился в португальский «Фамиликан», за который во второй половине сезона 2019/20 сыграл в 20 матчах.
9 июля 2021 года лиссабонский «Спортинг» объявил о возвращении своего воспитанника на правах годичной аренды с правом выкупа. В сезоне 2021/22 принял участие в 18 матчах «львов» во всех турнирах, после чего 1 июля 2022 года португальский клуб выкупил футболиста у «Вулверхэмптона».
27 июля 2022 года о переходе Винагре на правах годичной аренды официально объявил английский футбольный клуб «Эвертон». Дебют Винагре в новом клубе состоялся 6 августа 2022 года в матче первого тура сезона 2022/23 против «Челси» (0:1), когда футболист вышел на поле на замену на 70-й минуте встречи.

## Карьера в сборной
Играл за различные юношеские команды Португалии всех возрастов. С юношей до 16 лет является основным левым защитником сборной. Вместе со сборной Португалии до 17 лет стал чемпионом Европы 2016 года. Провёл на турнире все пять встреч.

## Статистика выступлений

### Клубная
| Выступление               | Выступление      | Выступление      | Лига | Лига | Кубок | Кубок | Кубок лиги | Кубок лиги | Еврокубки | Еврокубки | Итого | Итого |
| Клуб                      | Лига             | Сезон            | Игры | Голы | Игры  | Голы  | Игры       | Голы       | Игры      | Голы      | Игры  | Голы  |
| ------------------------- | ---------------- | ---------------- | ---- | ---- | ----- | ----- | ---------- | ---------- | --------- | --------- | ----- | ----- |
| Монако                    | Лига 1           | 2016/17          | 0    | 0    | 0     | 0     | 0          | 0          | 0         | 0         | 0     | 0     |
| Монако                    | Итого            | Итого            | 0    | 0    | 0     | 0     | 0          | 0          | 0         | 0         | 0     | 0     |
| → Вулверхэмптон Уондерерс | Чемпионшип       | 2017/18          | 9    | 1    | 1     | 0     | 3          | 0          | 0         | 0         | 13    | 1     |
| → Вулверхэмптон Уондерерс | Итого            | Итого            | 9    | 1    | 1     | 0     | 3          | 0          | 0         | 0         | 13    | 1     |
| Вулверхэмптон Уондерерс   | Премьер-лига     | 2018/19          | 17   | 0    | 2     | 0     | 2          | 0          | 0         | 0         | 21    | 0     |
| Вулверхэмптон Уондерерс   | Премьер-лига     | 2019/20          | 16   | 0    | 2     | 0     | 2          | 0          | 13        | 2         | 33    | 2     |
| Вулверхэмптон Уондерерс   | Премьер-лига     | 2020/21          | 2    | 0    | 0     | 0     | 1          | 0          | 0         | 0         | 3     | 0     |
| Вулверхэмптон Уондерерс   | Итого            | Итого            | 35   | 0    | 4     | 0     | 5          | 0          | 13        | 2         | 57    | 2     |
| → Олимпиакос (Пирей)      | Суперлига        | 2020/21          | 2    | 0    | 0     | 0     | 0          | 0          | 2         | 0         | 4     | 0     |
| → Олимпиакос (Пирей)      | Итого            | Итого            | 2    | 0    | 0     | 0     | 0          | 0          | 2         | 0         | 4     | 0     |
| → Фамаликан               | Примейра-лига    | 2020/21          | 20   | 0    | 0     | 0     | 0          | 0          | 0         | 0         | 20    | 0     |
| → Фамаликан               | Итого            | Итого            | 20   | 0    | 0     | 0     | 0          | 0          | 0         | 0         | 20    | 0     |
| → Спортинг (Лиссабон)     | Примейра-лига    | 2021/22          | 12   | 0    | 2     | 0     | 2          | 0          | 2         | 0         | 18    | 0     |
| → Спортинг (Лиссабон)     | Итого            | Итого            | 12   | 0    | 2     | 0     | 2          | 0          | 2         | 0         | 18    | 0     |
| Спортинг (Лиссабон)       | Примейра-лига    | 2022/23          | 0    | 0    | 0     | 0     | 0          | 0          | 0         | 0         | 0     | 0     |
| Спортинг (Лиссабон)       | Итого            | Итого            | 0    | 0    | 0     | 0     | 0          | 0          | 0         | 0         | 0     | 0     |
| → Эвертон                 | Премьер-лига     | 2022/23          | 2    | 0    | 0     | 0     | 2          | 0          | 0         | 0         | 4     | 0     |
| → Эвертон                 | Итого            | Итого            | 2    | 0    | 0     | 0     | 2          | 0          | 0         | 0         | 4     | 0     |
| → Халл Сити               | Чемпионшип       | 2023/24          | 10   | 0    | 0     | 0     | 1          | 0          | 0         | 0         | 11    | 0     |
| → Халл Сити               | Итого            | Итого            | 10   | 0    | 0     | 0     | 1          | 0          | 0         | 0         | 11    | 0     |
| → Эллас Верона            | Серия А          | 2023/24          | 12   | 0    | 0     | 0     | 0          | 0          | 0         | 0         | 12    | 0     |
| → Эллас Верона            | Итого            | Итого            | 12   | 0    | 0     | 0     | 0          | 0          | 0         | 0         | 12    | 0     |
| → Легия                   | Экстракласса     | 2024/25          | 18   | 0    | 2     | 0     | 0          | 0          | 8         | 0         | 28    | 0     |
| → Легия                   | Итого            | Итого            | 18   | 0    | 2     | 0     | 0          | 0          | 8         | 0         | 28    | 0     |
| Легия                     | Экстракласса     | 2024/25          | 15   | 1    | 3     | 1     | 0          | 0          | 4         | 0         | 22    | 2     |
| Легия                     | Итого            | Итого            | 15   | 1    | 3     | 1     | 0          | 0          | 4         | 0         | 22    | 2     |
| Всего за карьеру          | Всего за карьеру | Всего за карьеру | 135  | 2    | 12    | 1     | 13         | 0          | 29        | 2         | 189   | 5     |

## Достижения

### Командные
«Вулверхэмптон Уондерерс»
- Победитель Чемпионшипа: 2017/18

«Олимпиакос»
- Чемпион Греции: 2020/21

«Спортинг»
- Обладатель Суперкубка Португалии: 2021
- Обладатель Кубка португальской лиги: 2021/22

«Легия»
- Обладатель Кубка Польши: 2024/25

Сборная Португалии (до 17 лет)
- Чемпион Европы среди игроков до 17 лет: 2016

Сборная Португалии (до 19 лет)
- Чемпион Европы среди игроков до 19 лет: 2018